# Sacco di Kiev (1169)
Il sacco di Kiev del 1169 fu un episodio storico che portò alla devastazione della città per mano di coalizione di principi guidati da Andrea Bogoljubskij. Tormentata da decenni di dispute continue per la successione sul trono, la città di Kiev aveva perso gradualmente la sua prominenza in favore di altri principati rus', ma nonostante questo conservava comunque un peso specifico rilevante in termini di prestigio. Benché siano controverse le motivazioni che spinsero Andrea ad attaccare la città, né le fonti medievali consentono di comprenderle appieno, all'indomani del sacco la situazione politica non si placò del tutto e vari pretendenti continuarono a succedersi con grande frequenza al potere. Vari studiosi hanno identificato nel sacco di Kiev del 1169 il momento decisivo in cui la città smise di avere una sua centralità, venendo costretta ad affrontare un lento declino che sarebbe proseguito per decenni.

## Contesto storico
All'indomani della morte di Mstislav I Vladimirovič nel 1132, la Rus' di Kiev piombò in una nuova stagione di sanguinose guerre civili e, per brevi momenti, si alternò sul trono kievano «almeno una dozzina di principi». I discendenti dei vari rami della dinastia rjurikide iniziarono a considerare l'idea di istituire una propria capitale dinastica nei territori sotto il loro controllo, nel tentativo di trasformarli in domini ereditari stabili. La carica di principe di Kiev, pur mantenendo un prestigio formale, cessò di garantire un controllo effettivo sull'intera Rus', mentre principati regionali come Rostov-Suzdal' (in mano al ramo Jur'evic della famiglia rjurikide), Smolensk (in mano ai Rostislavič), Černihiv (Olgoviči), la Galizia-Volinia (Izjaslaviči) sviluppavano centri di potere autonomi. Al contempo, in virtù del meccanismo di nomina dei nuovi principi vigente nella Rus' che si basava su un sistema rotale, vari rami finirono per contendersi il potere perché mal sopportavano l'idea di venire esclusi in maniera definitiva dalla linea di successione. Negli anni Sessanta del XII secolo Kiev era governata da Mstislav II Izjaslavič, originario della Volinia, che poteva contare sull'appoggio dei Rostislavič di Smolensk ma non di Andrea Bogoljubskij di Rostov-Suzdal'. Figlio di Jurij Dolgorukij di Kiev, che era stato un influente personaggio politico del decennio precedente, Andrea era un personaggio molto ambizioso, il quale aveva spostato la sua capitale da Vyšgorod a Vladimir sul Kljaz'ma allontanandosi dall'ingerenza dei boiardi locali. Inoltre, si prodigò affinché essa potesse rivaleggiare per splendore a Kiev. Con il tempo si fece in lui strada l'idea di imporre un proprio candidato sul trono della capitale rus', preferibilmente un familiare o un principe a lui fedele, e non passò molto prima che si convincesse a compiere i suoi propositi con la forza.

## Il sacco
Kiev – Izjaslaviči
     Novgorod – Izjaslaviči
     Volinia – Izjaslaviči
     Galizia – Rostislavič di Tmutarakan
     Perejaslav – Jur'evič
     Suzdalia – Jur'evič
     Smolensk – Rostislavič di Smolensk
     Černihiv – Olgoviči
     Murom-Rjazan' – Sviatoslavič (ramo degli Olgoviči)
     Polack – Vseslavič
     (territorio conteso)

I principati della Rus' di Kiev in una cartina dell'anno 1132. Di seguito viene indicato lo schieramento assunto dalle varie realtà politiche nel conflitto:
Izjaslaviči
Kiev – Izjaslaviči
Novgorod – Izjaslaviči
Volinia – Izjaslaviči
Galizia – Rostislavič di Tmutarakan
Coalizione
Perejaslav – Jur'evič
Suzdalia – Jur'evič
Smolensk – Rostislavič di Smolensk
Černihiv – Olgoviči
Neutral
Murom-Rjazan' – Sviatoslavič (ramo degli Olgoviči)
Polack – Vseslavič
(territorio conteso)

Le due principali fonti primarie riguardanti il sacco del 1169 sono la Cronaca di Kiev (contenuta nel Codice ipaziano) e la Cronaca di Suzdal' (contenuta nel Codice laurenziano). I due resoconti concordano su numerosi punti, in primis sul fatto che si trattò di una campagna militare intrapresa su ordine di Andrea Bogoljubskij contro la città di Kiev e Mstislav II Izjaslavič, che entrambi apparentemente riconoscevano come (legittimo?) «principe di Kiev». Entrambi i testi riferiscono poi che le forze della coalizione fossero comandate dal figlio di Andrea, Mstislav Andrejevič, e che altri undici principi parteciparono all'assalto (di alcuni se ne menziona il nome). Si rinvengono altresì dei resoconti similari sullo svolgimento di alcuni eventi relativi alla battaglia e a come Kiev fu presa, oltre che sulle modalità che portarono alla cattura della moglie e del figlio di Mstislav Izjaslavič. Si accennano infine dei dettagli agghiaccianti e disperati sullo svolgimento delle razzie, con particolare riferimento a chiese e monasteri, da cui furono depredati o distrutti molti libri, icone e reliquie. L'ultimo punto su cui le cronache combaciano concerne l'insediamento di Gleb Jur'evič quale nuovo principe cittadino, dopo che Mstislav Andrejevič fece ritorno a Vladimir sul Kl'az'ma, nel nord-est.
Le differenze riguardano i dettagli e alcune sfumature: l'autore della Cronaca di Kiev fornisce un resoconto molto elaborato e dettagliato, nel quale si immedesima negli abitanti della capitale, nel loro destino e nelle loro angoscianti sofferenze. Egli spiega con angoscia il sacco di Kiev secondo un'ottica profondamente cristiana, identificandola alla stregua di una giusta punizione per dei peccati non meglio specificati che gli abitanti avrebbero commesso. L'autore della Cronaca di Suzdal' concorda sul fatto che la città fosse stata predata come giusta punizione per i peccati dei suoi abitanti, ma giudica Kiev alla stregua di un nemico, incensando invece le azioni compiute dagli Jur'evič (Vladimir-Suzdal'). Mentre il resoconto kieviano definisce «pagani» gli assalitori che incendiarono il Monastero delle Grotte di Kiev, la versione suzdaliana denuncia l'illegittimità del metropolita del monastero a causa delle sue scellerate posizioni relative a una disputa teologica sul digiuno nei giorni di festa, aggiungendo che «nessuno può opporsi alla legge di Dio».
Dopo l'assedio, i difensori della città si arresero l'8 marzo 1169. Mstislav II Izjaslavič fuggì, mentre la moglie e il figlio furono catturati dalle forze della coalizione. La coalizione vittoriosa saccheggiò Kiev e ne depredò i tesori per tre giorni. I cronisti che assistettero e riferirono gli eventi ne rimasero sconvolti, con uno di essi che lamentò come persino icone, i loro preziosi rivestimenti metallici (riza), e libri da monasteri e chiese fossero stati trafugati.
A seguito di questi eventi, Andrea Bogoljubskij, che non desiderava governare lui stesso la città, nominò sul trono di Kiev il fratello minore Gleb Jur'evič, principe di Perejaslav.

## Conseguenze
Nel 1170, Andrea inviò delle truppe a Novgorod per riaffermare la propria autorità, formalmente accampando il pretesto del pagamento di alcuni dazi commerciali. Dopo sei mesi, si giunse infine a un'intesa e uno sblocco della situazione avvenne all'indomani della morte di Mstislav Izjaslavič del 19 agosto. A quel punto, gli abitanti di Novgorod espulsero il figlio Romano Mstislavič (poiché il padre era un usurpatore) e invocarono l'intervento di Andrea Bogoljubskij, riconosciuto come il più potente principe della regione; anziché amministrarla lui stesso, preferì invece lasciare l'incarico a Rurik Rostislavič, discendente dell'omonimo ramo familiare, convocato in città il 4 ottobre 1170.
Quanto a Kiev, la scomparsa di Gleb Jur'evič il 20 gennaio 1171 inaugurò un periodo assai turbolento per la storia cittadina, in quanto Andrea Bogoljubskij non fu in grado di insediare un proprio fantoccio al potere. Ciò portò a un biennio caratterizzato da un continuo turbinio di sovrani, fino a quando nel 1173 la situazione si incancrenì nel momento in cui i kievani diffusero la voce che Gleb fosse stato avvelenato. Andrea finì dunque per domandare al principe cittadino insediatosi, Romano Rostislavič, di ricercare i colpevoli e inviarli dunque al suo cospetto. Avendo rigettato la richiesta, Andrea pretese che i Rostislavič lasciassero la moderna capitale ucraina, Vyšhorod e Belgorod, tornando infine al loro dominio patrimoniale di Smolensk.
Andrea lo sostituì con suo fratello Michele Jur'evič a Kiev. Quest'ultimo valutò attentamente la situazione e, per timore di subire lo stesso destino di Gleb, preferì consegnare l'insediamento al fratello minore Vsevolod (il futuro Vsevolod III di Vladimir) e al nipote Jaropolk Rostislavič. Rurik, Davide e Mstislav, tuttavia, non furono soddisfatti di questi accordi e reagirono attaccando il 24 marzo la città, facendo prigionieri Vsevolod e Jaropolk e nominando Rurik come nuovo principe. Si trattò della prima volta che i Rostislavič sfidarono apertamente l'autorità di Andrea, la cui posizione genealogica era superiore. Il principe di Vladimir allestì una coalizione e tentò di ripristinare la sua morsa intorno alla capitale, ma l'offensiva fallì e dovette ritirarsi senza aver ottenuto alcun risultato concreto. Dopo l'assassinio di Andrea nel 1174 per mano di un gruppo di boiardi a lui ostili, il periodo di instabilità proseguì e tranquillità maggiore si raggiunse soltanto quando si affermò Svjatoslav III Vsevolodovič.

## Giudizio storiografico

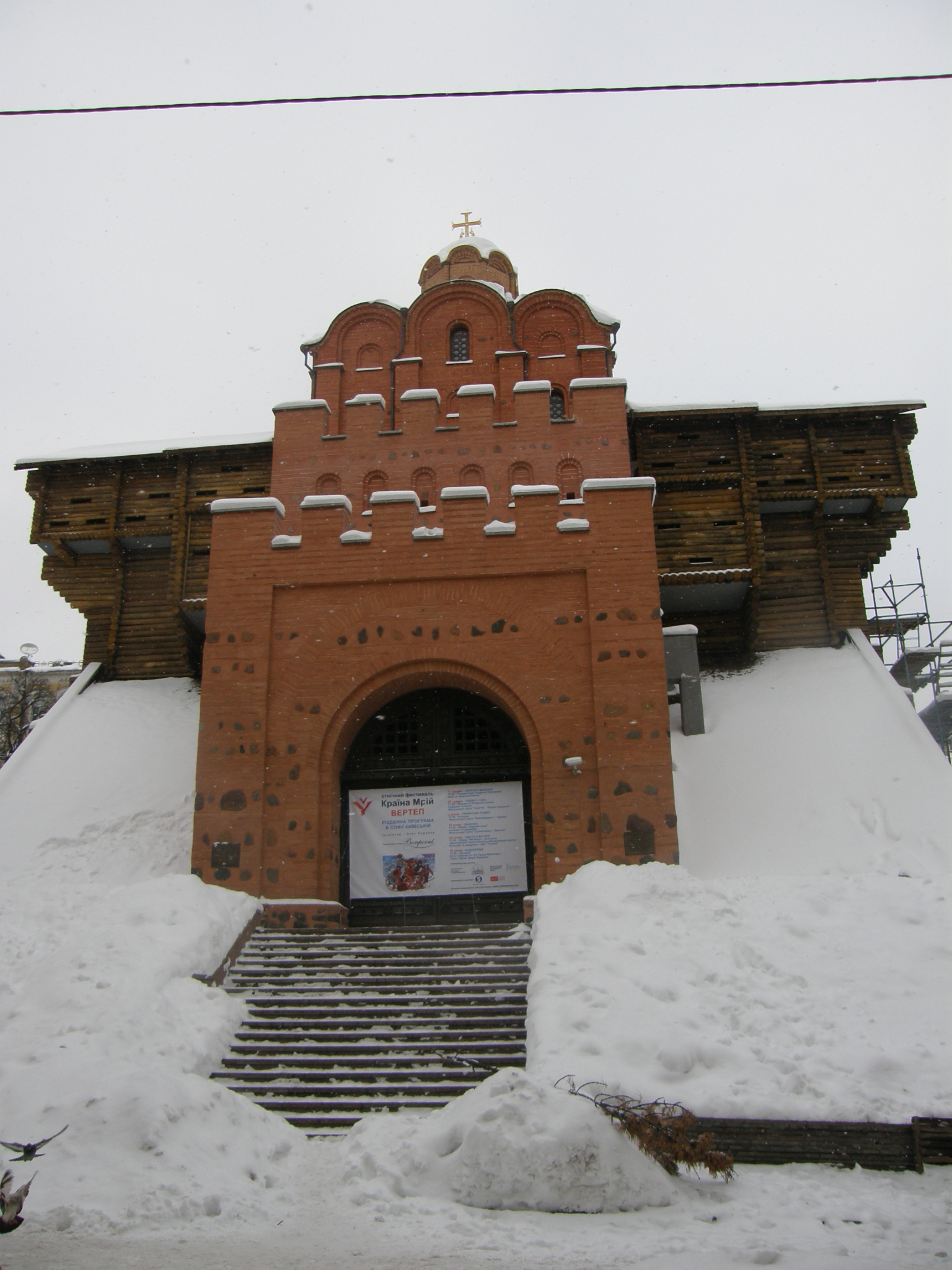
La Porta d'Oro di Kiev

L'esatta natura del sacco di Kiev del 1169 resta ancora oggetto di dibattito storiografico e accademico. Molti storici lo considerano un punto di svolta nella storia della Rus' di Kiev, sebbene possa aver avuto un impatto materiale minore rispetto alla sua valenza simbolica. Nessun altro evento è stato ritenuto ugualmente esemplificativo e dimostrativo del grado di crisi vissuto dalla Rus' come il sacco in esame. A tal proposito, nelle parole di Giorgio Pasini, con la morte di Andrea Bogoljubskij, «non è più possibile parlare di una Rus' di Kiev, ma di tanti principati (Polack, Pskov, Novgorod, Beloozero, Rostov, Vladimir-Suzdal', Murom, Smolensk, Rjazan', Černihiv, Kiev, Galizia e Volinia) indipendenti gli uni dagli altri e sempre in lotta fra loro». Un'acclarata ricostruzione accademica fa coincidere con l'episodio storico l'inizio dell'ascesa di Vladimir-Suzdal', poiché Andrea Bogoljubskij decise di mantenere Vladimir sul Kljaz'ma come sua residenza, nominando invece il fratello più piccolo Gleb (considerato da alcuni un «principe minore») a governare la città di Kiev, senza assumere per sé il trono. In verità, egli nemmeno guidò le sue truppe in battaglia, incaricando suo figlio Jurij Bogoljubskij del comando, mentre lui restava in Suzdalia dedicandosi a progetti edilizi. Una teoria alternativa e anch'essa nota ritiene invece che Andrea riconobbe e confermò la centralità di Kiev, provvedendo al ripristino dell'ordine dinastico statuito sin dai tempi di Jaroslav I il Saggio poco più di un secolo prima, nominando Gleb principe di Kiev in quanto già signore di Perejaslav, requisito tradizionale per accedere al trono di Kiev.
Lo storico ucraino Mykhailo Hruševs'kyj (1905) ha descritto l'evento nella seguente maniera: «Un intero stormo di principi della Rus' si mosse per distruggere Kiev a gloria della sua rivale settentrionale». Dal canto suo, lo storico russo imperiale Vasilij Ključevskij (morto nel 1911) definì il principe suzdaliano Andrea Bogoljubskij il primo principe dei futuri moscoviti: «Con Andrea Bogoljubskij, il velikoros (il Grande Russo) entrò sulla scena storica». La sua ambizione gli valse l'ammirazione di diversi cronisti e presto anche il riconoscimento della formula di «velikij knjaz'», ovvero "gran principe". Lo storico russo-statunitense Georgij Vernadskij (1948) ha affermato sul tema: «È caratteristico di Andrea il fatto di non essere andato a Kiev dopo la presa della città da parte delle sue truppe, ma di aver fatto occupare il trono di Kiev da principi minori che trattava come suoi vassalli».
Secondo lo storico sovietico B. A. Ribakov (1982), «la descrizione e l’entità delle distruzioni a Kiev erano state esagerate dai cronisti». Jaroslaw Pelenski (1987) ha dedotto che la giustificazione principale per il sacco di Kiev fornita dalla Cronaca di Suzdal' fosse basata su una precedente disputa teologica riguardante il digiuno nei giorni festivi, avvenuta proprio a Suzdal' nel 1164. Più lontano da questioni religiose è stato il parere di Andrzej Poppe (1989), secondo cui Andrea perseguiva l'ambizione di acquisire più diritti rispetto a qualunque altro discendente della sua dinastia in Rus', non contemplando un'ipotetica rincorsa al titolo di principe di Kiev. Per Lev Gumilëv (1992), «il pogrom di Kiev testimoniò la perdita di un senso di unità etnica e statale con la Rus' tra la popolazione della Zalessia». Nel 1169, dopo la conquista di Kiev, Andrea concesse tre giorni di tempo ai soldati per razziare la città. Un simile trattamento era stato riservato soltanto a insediamenti stranieri, fino a quel momento, non avendo mai attecchito. L'ordine di Andrea Bogoljubskij dimostra, secondo Gumilëv, «che nel 1169, per lui e il suo esercito» (composto da soldati di Suzdal', Černihiv e di Smolensk) «Kiev fosse tanto straniera quanto qualsiasi castello tedesco o polacco».
La storica americana Janet Martin (2007) ha ritenuto che Andrej fosse motivato dal «ripristinare l'ordine dinastico accettato (...), non dal desiderio di smembrare quel reame». Tutti i principi avevano riconosciuto Rostislav di Smolensk «come legittimo erede. Andrea, quindi, non aveva motivo di intervenire nella politica di Kiev fino al 1167, quando il nipote di Rostislav violò lo schema collaterale di successione». Andrea scelse Gleb come nuovo principe di Kiev semplicemente perché principe di Perejaslav e, dunque, l'erede più prossimo al trono di Kiev (dopo Vladimiro III Mstislavič, fratello di Rostislav), confermando e non invece sovvertendo la prassi comune.
Iryna Kostenko e Maryna Ostapenko (2022) hanno sostenuto che Andrea cercò di rendere Vladimir «una seconda Kiev» rubando l'Icona della Madre di Dio da Vyšhorod nel 1155 (che in seguito sarebbe diventata il più venerato santuario dell'Impero russo). Senza il controllo della capitale, non poteva diventare gran principe e pertanto, nel 1169, Andrea tentò di distruggere Kiev. «Ma non fu sufficiente. Perché dalle rovine e dalle ceneri, la capitale Kiev si rialzò inaspettatamente», e due anni dopo sconfisse Andrea nell'assedio di Vyšhorod (1171).